# 주사위

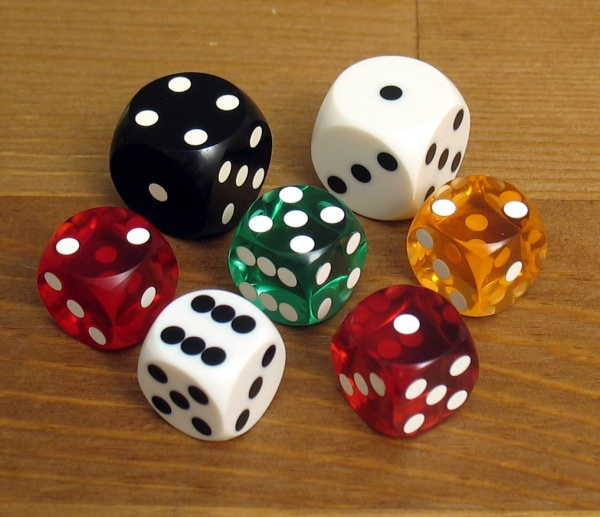
주사위

주사위는 놀이 도구의 하나로서, 일정 숫자에서 무작위로 선택된 어떤 결과를 얻고자 할 때 사용되는 장난감이다. 정다면체의 각각의 면에 임의의 숫자나 눈 등등 결과 값으로 얻고 싶은 후보가 되는 것들을 표시한 뒤 공중에 던져, 바닥에 떨어졌을 때 보이는 것(주로 윗면만)이 결과가 된다. 정육면체 모양의 주사위 한 개를 던졌을 때 나오는 경우의 수는 6가지며 특정 면이 나올 확률은 1/6이다.

## 기원
인류 역사에 언제 주사위가 처음 등장했는지는 확실하지 않지만 이집트에서는 이미 기원전 10세기 이전에 상아나 동물의 뼈로 된 주사위가 있었다. 기원전 49년에 율리우스 카이사르가 "주사위는 던져졌다"라고 선언하고 루비콘강을 건너 로마로 진격했다는 이야기는 유명하다.
주사위는 발굽이 있는 동물의 관절 뼈(거의 정사면체 모양이다)로부터 발전한 것으로 추정된다. 상아, 뼈, 나무, 금속, 돌 등이 주사위의 재료로 많이 이용되어왔지만, 요즘은 전 세계적으로 플라스틱제가 일반적으로 쓰인다.
동양에서 주사위가 역사 시대 이전부터 쓰였다는 사실은 고대 묘의 발굴을 통해 증명되었고, 따라서 주사위의 기원은 아시아인 것으로 추정된다. 베다의 일종인 리그베다에서 주사위 놀이는 인도의 놀이 가운데 하나로 언급되었다.

## 종류
주사위의 모양은 전 세계적으로 같다. 범고래의 이빨로 만든 주사위 외 사슴 뿔, 말 뼈 등 여러가지가 재료로 만든 주사위들이 있다. 외 점 세기는 크기와 방법과 능각 세기는 방법까지 합하면 50종류 이상이 된다고 한다.

### 한국의 주사위
- 목제주령구 - 신라 안압지에서 출토된 14면체 목제 주사위
- 윤목 - 조선시대 승경도 놀이에 사용되며 5각 기둥 모양이다.
- 임해전지(臨海殿址.사적 18호) 북쪽 지역 신라 왕경(王京) 유적에서 상아로 된 6면체 주사위가 발굴된 바 있다. 새겨진 점이 현대의 주사위와 동일한 형태이다.[1]

## 용도
주사위는 손으로 또는 도구(컵이나 쟁반 등)을 이용해 던진다. 주사위가 정지했을 때 윗면이 주사위의 숫자를 의미한다. 주사위를 굴릴 때 던지는 방식에 따라 윗면이 나오는 숫자가 달라지며, 이는 고전역학의 법칙을 따른다.

## 같이 보기
- 라이너 크니치아